# Katharina Nocun
Katharina Nocun, née Katarzyna Nocuń en 1986 à Tychy (Pologne), est une femme politique germano-polonaise et directrice politique du Parti des pirates allemand en 2013.

## Biographie

### Enfance et débuts
Katarzyna Nocuń naît en Pologne en 1986, mais grandit en Allemagne. Sa mère est administratrice de bases de données et son père est un chef de projet des technologies de l'information et de la communication (TIC). Après avoir obtenu son baccalauréat à Wesel en 2006, elle fait des études de politique à l'université de Münster, en même temps que de politique, d'économie et de philosophie à l'université de Hambourg. Elle obtient ensuite sa licence universitaire ès lettres.
Jusqu'en décembre 2012, elle travaille en tant qu' officier des droits numériques à la Fédération des organisations de consommateurs allemandes (en allemand, Verbraucherzentrale Bundesverband). Actuellement, elle est rédactrice en chef au Netzwelt, un site consacré aux nouvelles technologies. Elle est diplômée en sciences informatiques de l'entreprise.
Katharina Nocun détient la double nationalité allemande et polonaise.

### Carrière politique
Katharina Nocun adhère au Parti des pirates en mars 2012. Elle figurait en seconde position sur la liste des candidats de ce parti aux élections législatives régionales de 2013 en Basse-Saxe, ainsi que pour les élections fédérales allemandes de 2013. Elle est spécialiste de la protection des données pour le parti pirate de l'Allemagne. Depuis 2010, elle est membre du Workgroup for Data Retention, elle participe en 2010 et 2011 aux manifestations pour « Freedom Not Fear » et, depuis 2011, elle travaille avec le Workgroup Census.
Le 10 mai 2013, elle est élue secrétaire générale du Parti Pirate d'Allemagne avec 81,7 % des voix. Elle annonce cependant sa démission et se retire de la direction du parti le 20 novembre 2013.